# Installation navale russe à Tartous
L’installation navale russe à Tartous (en russe : 720-ый ПМТО ВМФ России в Сирии) est une base logistique de la Marine russe située dans la ville portuaire de Tartous, en Syrie. Elle est classée officiellement comme un « point d'appui matériel et technique » (russe : Пункт материально-технического обеспечения, ПМТО) et non pas comme une « base ». Tartous est le seul point de ravitaillement et de réparation de la Marine russe en mer Méditerranée, et permet aux navires de guerre russes d'éviter d'avoir à regagner leurs bases de la mer Noire en passant par les Détroits turcs.

## Caractéristiques
[source insuffisante]Tartous abrite une installation navale de ravitaillement et de réparation depuis l'époque soviétique, en vertu d’un accord de 1971 avec la Syrie baassite, et elle est — jusqu'à la deuxième année de la guerre civile syrienne — dotée de personnels navals russes. L'installation abrite un dock flottant PM-138 de la classe Amour récent, installation capable d'apporter un soutien technique aux bâtiments russes déployés en Méditerranée.
L'installation navale russe à Tartous peut accueillir quatre bâtiments de taille moyenne si ses deux quais flottants de 100 mètres de long situés à l'intérieur du brise-lames nord sont opérationnels. Elle n'est pas capable d'accueillir les plus grands bâtiments de la Flotte maritime militaire de Russie que ce soient les frégates de la Neustrachimy qui mesurent 129 mètres de long, les destroyers de la classe Oudaloï (163 mètres), et encore moins les croiseurs de la classe Slava (186,4 mètres), ceux de la classe Kirov (252 mètres) et le porte-aéronefs Amiral Kouznetsov (305 mètres).

## Histoire

### Période soviétique
L’installation est mise en place pendant la guerre froide pour fournir un point d’appui logistique à la Marine soviétique en Méditerranée. Pendant les années 1970, des points d’appui similaires sont situés en Égypte, en Éthiopie, au Vietnam et dans d’autres points du globe. En 1977, les installations navales d'Alexandrie et de Mersa Matruh sont évacuées et les navires sont transférés à Tartous, où le centre de soutien naval est transformé en 229e division de soutien des vaisseaux navals et d'estuaires. Sept ans plus tard, les installations navales de Tartous prennent le nom de 720e point d'appui matériel et technique de la flotte russe en Syrie.

### De 1991 à 2015
En 1991, l'Union soviétique se disloque et sa flotte de la Méditerranée, la 5e escadre de la Méditerranée, composée de navires de la Flotte du Nord et de la Flotte de la mer Noire, cesse d'exister. Depuis lors, des expéditions occasionnelles menées par des bâtiments de surface et des sous-marins de la Marine russe ont eu lieu en Méditerranée. L'installation navale de soutien logistique en Syrie est aujourd'hui rattachée à la Flotte de la mer Noire. Elle consiste en deux quais flottants, un atelier de réparations flottant, des installations de stockage, des casernes et d'autres installations.
La Russie ayant annulé les trois quarts de la dette de la Syrie à son encontre, soit 9,6 milliards de $ sur les 13,4 milliards de $ contractés pendant l'ère soviétique, et étant devenue le principal fournisseur d'armes de la Syrie en 2006, il a été rapporté que les deux pays étaient en pourparlers pour permettre à la Marine russe de développer et agrandir son installation navale dans le pays, permettant ainsi à la Russie de renforcer sa présence en Méditerranée. Les relations de la Russie se détériorant avec les pays occidentaux, en raison du déclenchement de la deuxième guerre d'Ossétie du Sud en 2008 et des projets de déploiement du bouclier anti-missiles américain en Pologne, le président Assad aurait accepté la conversion du port en base navale russe permanente, capable d'accueillir des navires armés de missiles à ogives nucléaires. Depuis 2009, la Russie aurait commencé à rénover les installations navales de Tartous en draguant le port pour permettre aux bâtiments les plus importants d'y entrer.
Le 8 septembre 2008, il est signalé que dix navires de guerre russes étaient à quai à Tartous. Selon le commentateur libano-syrien Joseph Farah, la flottille présente à Tartous était composée du Moskva et de quatre sous-marins nucléaires lanceurs d'engins[réf. nécessaire]. Cette affirmation n'a pas été confirmée par d'autres sources et l'accueil d'une telle flottille dépasse alors clairement la capacité de l'installation à Tartous. Deux semaines plus tard, le porte-parole de la Marine russe Igor Dygalo déclare que le croiseur de bataille à propulsion nucléaire Pierre le Grand, accompagné par trois autres navires, était parti de la base de la flotte du Nord à Severomorsk. Ces bâtiments devaient parcourir quelque 15 000 milles marins (27 780 km) pour conduire des manœuvres jointes avec la Marine vénézuélienne. Dygalo refuse de commenter les articles parus dans le quotidien Izvestia affirmant que les bâtiments devaient faire escale à Tartous sur leur chemin vers le Venezuela. Les représentants de la Marine russe affirment que les installations datant de la période soviétique étaient en cours de rénovation pour servir de point d'appui pour une présence renforcée de la Marine russe en Méditerranée,.

### De 2015 à 2024
C'est en 2015 qu'est lancée la rénovation de l'installation navale de Tartous afin de pouvoir y faire mouiller en même temps des navires de premier (croiseurs ou destroyers) et de deuxième rang (frégates ou embarcations de débarquement)
Le président Bachar el-Assad déclare le 26 mars 2015:
Accueillir favorablement la présence plus importante de la Russie en Méditerranée orientale, particulièrement sur [ses] côtes et dans [ses] ports. Selon les mots du président syrien, «en ce qui concerne la présence russe dans différentes régions du monde, y compris en Méditerranée orientale, dans le port syrien de Tartous, elle est nécessaire pour assurer l'équilibre qui a été perdu après l'effondrement de l'URSS il y a plus de vingt ans». «Pour nous, plus la présence de la Russie se renforce dans notre région, plus elle deviendra stable, car la Russie joue un rôle très important pour le renforcement de la sécurité dans notre monde.»
En réponse à cette invitation du président Assad, les autorités russes prononcent cette déclaration:
La Russie ne construira pas pour le moment de base militaire permanente dans le port syrien de Tartous, car cela entraînerait une escalade du conflit en Syrie a déclaré à Interfax le chef du comité du Conseil de la Fédération pour la défense et la sécurité, Victor Ozerov.
«D'un certain côté, il serait avantageux pour nous de retourner à Tartous, car ce sont de bonnes possibilités pour nos navires. Mais, d'un autre côté, cela risque au vu de la situation actuelle en Syrie de provoquer certaines forces en présence, dont celles de l'opposition, à une accentuation de sa pression», déclare Ozerov.
Une délégation militaire russe arrive le 26 août 2015 à Tartous afin de rencontrer les représentants du service de logistique de l'armée syrienne.
Alors qu'il n'y avait que quelques dizaines d'hommes auparavant, le personnel de l'installation est prévu par rotation pour atteindre le chiffre de 1 700 spécialistes (en septembre 2015),.

### Après la chute du régime d'Assad
Après une offensive éclair, l'opposition syrienne fait tomber le régime d'Assad le 8 décembre 2024. Bien que la flotte russe stationnant à la base fut évacuée le 4, Moscou assure que les rebelles ont garanti la sécurité de la base. Le gouvernement russe cherche à négocier le maintien de cette base, en parallèle avec celui de l’aérodrome de Hmeimim, afin de garantir la logistique de ses opérations en Afrique,. Le 22 janvier 2025, Le gouvernement syrien de transition met fin, à un traité signé en 2017 qui prolongeait le bail de la base navale de Tartous par la marine russe pour 49 ans et exige le retrait immédiat des forces russes. Le Canard enchainé précise que cette annulation de bail concerne la société russe STG, Stroytransgaz, qui assurait le contrôle sur le port de Tartous.
Lors d'une rencontre entre le vice-ministre russe des affaires étrangères Mikhail Bogdanov et le dirigeant de l'autorité de transition Ahmed al-Sharaa, la partie russe appuie néanmoins que la situation des bases russes « ne change pas » : « Cette question exigera des négociations supplémentaires. » Selon des observateurs, la partie syrienne pourrait utiliser cette base comme moyen de faire participer la Russie à la reconstruction du pays, en plus de soutenir les efforts de réparations envers les victimes du régime d'Assad,.
Officieusement, le nouveau gouvernement syrien avait laissé à Moscou jusqu’à fin mars 2025 pour partir. Quatre convois ont eu lieu pour évacuer la base qui ont eu plusieurs incidents dont le naufrage du MV Ursa Major le 23 décembre 2024.

## Sources